# Moșna (gmina w okręgu Sybin)
Moșna – gmina w Rumunii, w okręgu Sybin. Obejmuje miejscowości Alma Vii, Moșna i Nemșa. W 2011 roku liczyła 3335 mieszkańców.